# Coenotoca
Coenotoca es un  género de lepidópteros perteneciente a la familia Noctuidae. Es originario de Queensland.

## Especies
- Coenotoca subaspersa Walker, [1865]
- Coenotoca unimacula Lower, 1903